# دومینیک گریف
دومینیک گریف (انگلیسی: Dominik Greif؛ زادهٔ ۶ آوریل ۱۹۹۷) بازیکن فوتبال اهل اسلواکی است که در پست دروازه‌بان برای رئال مایورکا در لا لیگا و تیم ملی فوتبال اسلواکی بازی می‌کند.
وی همچنین در تیم‌های ملی فوتبال زیر ۱۹ سال اسلواکی، زیر ۲۱ سال اسلواکی، و اسلواکی بازی کرده‌است.